# Bab Marzouka
Bab Marzouka (in arabo باب مرزوقة‎?, Bāb Marzūqa; in berbero ⴱⴰⴱ ⵎⵕⵣⵓⵇⴰ) è un centro abitato e comune rurale del Marocco situato nella provincia di Taza, regione di Fès-Meknès. Nel 2014 conta una popolazione di 18.520 abitanti.

## Geografia

### Posizione
Bab Marzouka confina a est con Galdamane e Taza, a ovest con Ghiata Al Gharbia, a nord con Meknassa Acharqia, Meknassa al Gharbia, Oulad Chrif e a sud con Bab Boudir, emettendo così una superficie totale di circa 223 km².
Nomi di alcuni circoli: Assour Al-Shaqa, Jabal Ahl Al-Sabbat, Zaouia Sidi Bousselham, Kasbah Badil, Zaouia Sidi Chahayeb Hayman Beni Oujan, Badil Al-Nafaq Hotel, Tawahar Al-Jabal...

### Sorgenti d'acqua

#### Wadi (Fiumi)
- Oued Inaouen

- Oued Lakhdar

Superficie forestale: 2.578 ettari.

## Demografia
Secondo il censimento del 2014, ci sono più femmine che maschi a Bab Marzouka.
- Maschi: 49,45%
- Femmine: 50,54%

La piramide dell'età è caratterizzata dalla predominanza dei lavoratori (15-59 anni) con una percentuale del 59%, seguita dalla fascia dei giovani in età scolare, con il 20,9%. La categoria dei bambini che non hanno più di 6 anni è pari all'11,2%, mentre la percentuale degli anziani con più di 60 anni è pari all'8,8%.
- Tasso di crescita annuo tra il 1994 e il 2004: 0,1%.

### Distribuzione della popolazione per stato di famiglia
Il tasso di fertilità ha raggiunto il 3,8% e il tasso di analfabetismo rappresenta il 61% della popolazione e oltre la percentuale ha soli 10 anni, di cui il 42,8% sono uomini e il 76,8% donne.

## Formazione scolastica

### Livello d'istruzione
Il tasso di attività è del 30,1% dove i maschi costituiscono il 53,7% e le femmine il 6,8%.

## Dati residenziali
I modelli abitativi nella comunità appaiono attraverso la distribuzione delle famiglie in base al tipo di alloggio, con la dominanza di “abitazione”.
- Abitanti residenti nei villaggi: 64,7%
- Abitanti residenti in case marocchine: 30,4% (con l'inizio della diffusione di alloggi inadeguati).

### Distribuzione delle famiglie per tipologia abitativa

#### Stato di possesso
- Famiglie occupanti la propria casa come proprietà: 83,3%
- Persone senza dimora: 1,9%
- Famiglie viventi in altre situazioni (alloggi funzionali o gratuiti...): 14,8%

#### Possesso di alloggio
- Popolazione che vive da più di 50 anni: 26%
- Popolazione che vive tra i 20 e 49 anni e coloro che vi hanno aderito negli ultimi dieci anni: 37,1%
- Popolazione distribuita in base alla durata di residenza: 15%

## Strutture pubbliche
Sede comunale (جماعة باب مرزوقة), 17 scuole primarie e medie, centro sanitario collettivo, Dar Al-Talib, mercato settimanale, due uffici postali, stazione idrologica.

## Ricostruzioni
Il Centro di Bab Marzouka ha un progetto di configurazione in corso. Il gruppo è consapevole dei problemi di costruzione, che sono:
- Topografia dell'area difficile

- Forte presenza di inondazioni e scogliere

- Abbondanza di terreni agricoli.

- Progetto della diga Tawaher, coprente una parte importante del territorio adatto allo sviluppo

- Struttura del tessuto urbano, caratterizzato dalla non connettività dovuta ai diversi livelli della curva tortuosa e dei pendii ripidi nonché dalla sua penetrazione da parte della linea ferroviaria, che lo divide in due parti.

- Debolezza della rete stradale tra i vari quartieri

- Baraccopoli nei quartieri circostanti Taza, emettendo un percorso

- Inquinamento delle acque del Oued Innaouen

- Rifiuti solidi e liquidi della città di Taza